# Oberhof (Weißensberg)
Oberhof (mundartlich Obərhof) ist ein Weiler in der Gemeinde Weißensberg im bayerisch-schwäbischen Landkreis Lindau (Bodensee).

## Geografie
Der Weiler liegt circa 500 Meter südöstlich des Hauptorts Weißensberg. Südlich des Orts verläuft die Bundesstraße 31.

## Geschichte
Oberhof wurde erstmals urkundlich im Jahr 1538 mit dem Gut der Familie Rigken, auch kirchherrn hof genannt, erwähnt. Später wurde das Gut zum oberen Spitalhof, auch Oberspitalhof, des Lindauer Spitals, von dem her sich der heutige Name ergab. Im Jahr 1900 wurden fünf Wohngebäude im Ort gezählt. Am 1. Februar 1922 wurde Oberhof als Gemeindeteil der Gemeinde Reutin nach Lindau eingemeindet. Am 1. April 1952 wurde Oberhof in die Gemeinde Weißensberg eingemeindet.